# 뮤즈스코어
뮤즈스코어(MuseScore)는 마이크로소프트 윈도우, 맥 OS, 리눅스에서 사용할 수 있는 피날레나 시벨리우스에 비할 만한 악보 작성 프로그램이며, 다양한 파일 포맷과 입력 방식을 지원한다. GNU 일반 공중 사용 허가서를 따르는 자유 및 오픈소스로 공개되어 있다. 스마트폰용 악보 뷰어 및 재생 앱도 있으며, 온라인으로 악보를 공유하는 플랫폼도 운영되고있다.

## 특징
뮤즈스코어는 위지위그 에디터 환경으로 고품질의 악보를 만들어내고자 하는 소프트웨어이다. 보표수 무제한, 파트간 연결, 파트보 추출, 타브 악보, MIDI 입출력, 타악기 기보, 보표간 크로스 음표, 자동 조옮김, 가사(여러 줄 가능), 기타 프렛 코드표, 그 외에 악보에서 일반적으로 사용되는 표기를 지원한다. 악보의 모양과 레이아웃을 한 번에 바꿀 수 있는 스타일 옵션도 있고, 스타일시트를 저장하여 다른 악보에 적용할 수도 있다. 다양한 종류의 앙상블에 대해 미리 만들어진 템플릿을 제공한다. 무료로 제공되는 많은 플러그인을 사용하면 기능을 확장할 수 있다.
뮤즈스코어에서는 내장 시퀀서와 사운드폰트(SoundFont) 샘플링 라이브러리를 사용하여 악보를 재생하여 들어볼 수 있다. 뮤즈스코어의 신디사이저에서는 여러 개의 사운드폰트를 불러올 수 있다. 믹서를 사용하여 묵음, 솔로 연주, 개별 파트별 볼륨 조절을 할 수 있으며, 재생할 때 코러스, 리버브 등의 효과도 지원한다. 외부 장치나 소프트웨어 신디사이저로 MIDI를 출력하는 것도 가능하다.
사용자가 직접 조표를 생성할 수도 있으며, 해당 조표를 적용 후 다른 조성으로 전조 시 새로운 조표에 제자리표가 아예 하나도 기보되지 않는 버그와 도돌이표의 1번 볼타를 넘어 2번 볼타로 넘어갈 때 1번 볼타 전의 마디의 음표와 2번 볼타의 마디 내의 음표가 붙임줄로 연결되지 않는 버그가 있다.

### 지원하는 파일 포맷
뮤즈스코어에서는 많은 포맷을 불러올 수도 있고, 내보낼 수도 있다. 보는 용도의 파일이나 오디오 파일 등 일부 포맷은 내보내기만 가능하고, 다른 악보 작성 프로그램 전용 포맷 같은 경우에는 불러오기만 가능하다.
뮤즈스코어의 전용 파일 포맷인 .mscz는 악보 및 기타 미디어를 압축한 파일이며, .mscx 파일은 XML 데이터 파일인데 .mscz 파일 내에도 포함되어 있다. 보통 .mscz 파일이 많이 사용되는데 용량도 적고 그림파일도 지원되기 때문이다.
뮤즈스코어는 압축 및 비압축 MusicXML 파일을 읽어오거나 내보낼 수 있으므로, 시벨리우스나 피날레 같은 다른 기보 프로그램에서 악보를 열어볼 수도 있다. MIDI 파일을 읽어오거나 내보낼 수도 있으므로, MusicXML을 지원하지 않는 다른 프로그램에서도 불러오게 할 수 있으나, MIDI가 악보용으로 만들어진 것이 아니므로, 음악 기호들은 대부분 없어진다.
뮤즈 스코어는 Band-in-a-Box (.mgu 및 .sgu), 백파이프 뮤직 라이터 (.bww), 기타 프로 (.gtp, .gp3, .gp4, .gp5, .gpx), 카펠라 (.cap, .capx, 버전 2000 이상), 오버츄어 등, 다른 음악 소프트웨어의 파일을 읽어올 수 있다. MusicXML을 더 발전시킨 MuseData (.md) 파일도 읽을 수 있다.
WAV, FLAC, OGG 파일로 음악을 내보낼 수 있고, PDF, SVG, PNG 포맷으로 악보를 저장하거나 바로 인쇄할 수 있다.

### 온라인 악보 공유
온라인 저장 기능을 사용하면 MuseScore.com을 통해 음악을 온라인으로 게시하고 공유할 수 있다. 유료 가입자는 악보를 다운로드하는 데 제한이 없고, 무료 가입자는 일부 곡을 제외한 곡의 악보를 다운로드 할 수 없다. HTML5 오디오 태그를 지원하는 브라우저를 사용하면 MuseScore.com에서 악보를 재생할 수도 있다. 악보를 유투브에 링크도 가능하여, 해당 곡을 재생하는 비디오를 보면서 악보를 참고할 수 있다.

## 개발
뮤즈스코어는 MIDI 처리기, MusE의 파생물이다. 2002년에, Werner Schweer는 MusE의 처리기의 악보 기능을 추출해 그것을 독립형 악보 편집기로 다시 작성하기로 결정했다. 그것은 크로스 플랫폼 Qt 툴킷을 기반으로 고쳐 썼다.
뮤즈스코어의 개발은 코드를 호스팅하고 개발자들의 협동을 관리하기 위해 기트허브를 사용한다. 기트허브는 초기 리눅스 커널 개발을 위해 설계된 SCM, 기트를 기반으로 한다. 누구든지 프로그램의 코드를 포크(fork) 할 수 있으며, 해당 수정내역을 프로그램의 수정 및 검토를 위해 제출할 수 있다. 개발중인 불안정한 빌드들도 자원봉사자 테스터들을 위해 다운로드할 수 있도록 열려 있다. 또한 사용중 문제점이나 새로운 기능 요청을 이슈 트래커(issue tracker)에 게시할 수 있다.

## 버전 및 도입

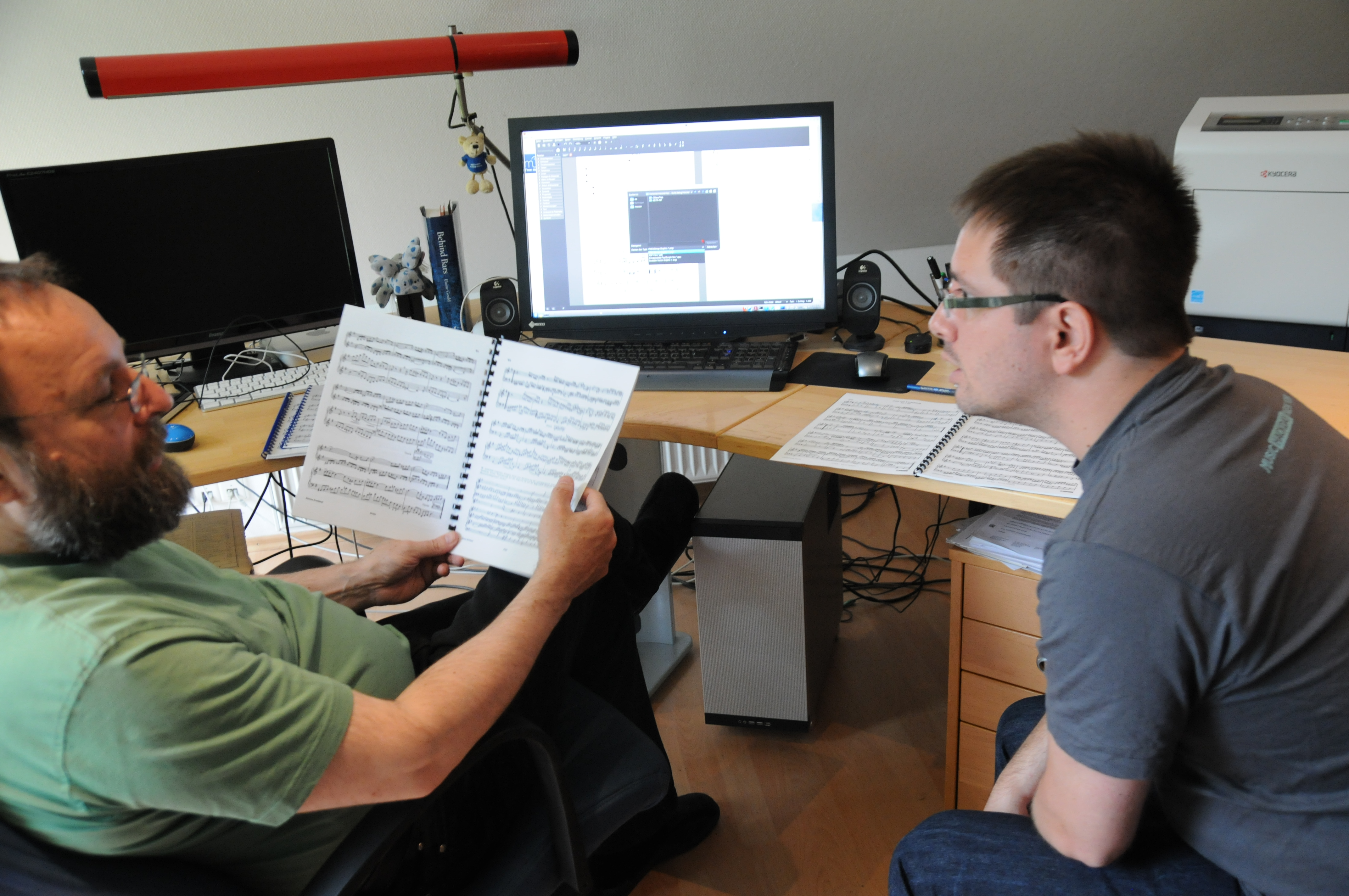
Werner Schweer와 Nicolas Froment가 뮤즈스코어 2.0을 작업하고 있다.

2008년 9월에, 뮤즈스코어는 musescore.org 웹사이트의 출시에 따라 다운로드 숫자에 큰 성장을 보고 시작했다. 2008년 12월 기준, 매월 다운로드 수는 15,000이었다.
뮤즈스코어 0.9.5는 2009년 8월에 공개되었다. 다음과 같이 4개월 뮤즈스코어 다운로드 트래픽이 세 배가 되었다. 2009년 10월 이후, 뮤즈스코어는 매일 1000번 보다 더 많이 다운로드되었다. 버전 0.9.5에는 맥 OS의 지원이 추가되었고, 정상적인 사용을 위해 충분히 안정되었다.
뮤즈스코어 0.9.6은 2010년 6월에 공개되었다. 2010년 가을 기준 그리고 새 학년의 시작과 함께, 뮤즈스코어는 그 다운로드의 숫자의 세 배가 되었다.
뮤즈스코어 1.0은 2011년 2월에 공개되었다.
뮤즈스코어 1.1은 2011년 7월에 공개되었고, 거의 백만 번 다운로드되었다. 이 릴리즈는 1.0에서 현재 약 60개의 버그들을 고치고 재즈 리드 악보의 창작을 개선했다. 최종적으로, 프로그램을 사용하여 커뮤니티와 상호작용을 허용하는 기능인 뮤즈스코어 커넥트(MuseScore Connect)를 도입했다.
뮤즈스코어 1.2는 2012년 3월에 공개되었다. 약 100개의 버그가 수정되었다. MusicXML 지원기능이 개선되어 시벨리우스와 피날레에서 보다 안정적으로 음악을 가져올 수 있다. 또한, 일부 언어에 존재하는 특수 문자가 추가로 지원되었다.
뮤즈스코어 1.3은 2013년 2월에 공개되었으며 주로 버그 수정을 위한 버전이다.
뮤즈스코어 2.0은 2015년 3월에 공개되었으며 새로운 기능이 많이 추가되었다.
2016년 5월, MuseScore.org는 뮤즈스코어 3가 개발 중이라고 발표했다. 2018년 말에 출시되었다.
2022년 12월, 뮤즈스코어 4.0이 출시되었다.
2023년 7월, 뮤즈스코어 4.1이 출시되었다.
2023년 12월, 뮤즈스코어 4.2.0이 출시되었다. MEI 형식을 읽고 내보낼 수 있다.
뮤즈스코어는 VALO-CD 컬렉션에 포함된다.

## 커뮤니티
GNU GPL을 준수하는 뮤즈스코어는
- 테스트 버전 및 사용자가 스스로 빌드할 수 있는 개발자 버전 소스코드를 제공[19][20][21]
- 포럼을 통한 이슈 지원[22]
- 기부 및 자원봉사를 통한 운영 등[23][24]

커뮤니티를 구성하고 있다.

## 같이 보기
- 악보 작성 소프트웨어의 목록
- 악보 작성 소프트웨어의 비교